# Max Cegielski
Maksymilian „Max” Stefan Cegielski (ur. 18 kwietnia 1975 w Warszawie) – polski dziennikarz, pisarz, prezenter radiowy i telewizyjny, animator kultury, podróżnik. Członek kolektywu muzycznego Masala Sound System, prezenter Radio Roxy, gdzie prowadzi codzienne audycje. Współpracował z kanałem TVP Kultura, gdzie m.in. prowadził i współtworzył cykl Hala odlotów.

## Życiorys
Syn historyka profesora nadzwyczajnego Uniwersytetu Warszawskiego Tadeusza Cegielskiego. We wczesnym dzieciństwie spędzał czas, bawiąc się w bibliotece uniwersyteckiej. Jego dziadek ze strony ojca dr Longin Cegielski był wicepremierem w rządzie Piotra Jaroszewicza. W związku z uzależnieniem od narkotyków przebywał w ośrodku Monar.
Pracował jako prezenter telewizji Canal+, współprowadził audycję „Masala” w Radiostacji, a następnie w Jazz Radiu i Radiu Bis. Współpracownik redakcji magazynu „Nigdy Więcej”.
Pod pseudonimem Grodyński publikował wiersze w Decentrum sztuki i opowiadania w „brulionie”. Jego felietony ukazywały się w czasopismach „Dziennik” i „Metropol”. Prowadził rubrykę muzyczną w magazynie „Elle”. Pisał też do „Gazety Wyborczej” (m.in. relacje z Pakistanu), „Newsweeka”, „Machiny”, „Fluidu”, „City Magazine Warszawa”, „Tygodnika Powszechnego” i „Pulsu Świata”. Był także felietonistą tygodnika „Przekrój”. 
Twórca i kurator projektów artystycznych Global Prosperity (Gdańsk – Warszawa, 2010) i Migrujący Uniwersytet Mickiewicza (Stambuł, 2014). Wziął też udział w filmie dokumentalnym Szukam reżysera (2013).
Łukasz Barczyk zrealizował krótkometrażowy film dokumentalny Max (1995), którego bohaterem był Max Cegielski. 
Po podróży do Indii napisał pierwszą powieść pt. Masala (2002), w późniejszym okresie ukazały się następne książki jego autorstwa: Apokalipso (2004), Pijani bogiem (2007), Oko świata. Od Konstantynopola do Stambułu (2009) oraz Leksykon buntowników (2013), który jest subiektywną opinią Cegielskiego na temat ikon popkultury. W 2020 roku ukazała się jego książka Prince Polonia, opowiadająca o polskich przemytnikach w Indiach. 
Od 21 września 2020 jest dziennikarzem Newonce.radio, gdzie prowadzi program .txt.
Zdeklarowany ateista. Żonaty, ma dwójkę dzieci.
Max Cegielski należy do Stowarzyszenia Unia Literacka.

## Twórczość
- Apokalipso, wyd. W.A.B., ISBN 83-89291-96-7, Warszawa 2004
- Pijani bogiem, wyd. W.A.B., ISBN 978-83-7414-266-3, Warszawa 2007
- Masala, wyd. W.A.B., ISBN 978-83-7414-460-5, Warszawa 2008
- Oko świata. Od Konstantynopola do Stambułu, wyd. W.A.B., ISBN 978-83-7414-574-9, Warszawa 2009
- Mozaika. Śladami Rechowiczów wyd. W.A.B., ISBN 978-83-7747-539-3, Warszawa 2011
- Leksykon buntowników, wyd. Agora S.A., ISBN 978-83-268-1290-3, 2013
- Wielki gracz. Ze Żmudzi na Dach Świata, wyd. Karakter, ISBN 978836237696-4, 2015
- Prince Polonia, wyd. Marginesy, ISBN 978-83-66500-32-7, 2020
- Nazywam się Czogori, wyd. Marginesy, ISBN 978-83-67157-43-8, 2022
- Kongo w Polsce. Włóczęgi z Josephem Conradem, wyd. Agora, ISBN 978-83-268-4368-6, 2023[13]